# Antwerp Port Epic
L'Antwerp Port Epic és una competició ciclista d'un sol dia que es disputa al voltant d'Anvers (Bèlgica). Creada el 2018, forma part de l'UCI Europa Tour amb una categoria 1.1.

## Palmarès
| Any  | Vencedor                 | Segon              | Tercer              |
| ---- | ------------------------ | ------------------ | ------------------- |
| 2018 | Guillaume Van Keirsbulck | Aksel Nõmmela      | Taco van der Hoorn  |
| 2019 | Aimé De Gendt            | Tim Merlier        | Timothy Dupont      |
| 2020 | Gianni Vermeersch        | Stan Dewulf        | Baptiste Planckaert |
| 2021 | Mathieu van der Poel     | Taco van der Hoorn | Tim Merlier         |
| 2022 | Florian Vermeersch       | Gianni Vermeersch  | Thibau Nys          |
| 2023 | Dries De Bondt           | Timo Kielich       | Quinten Hermans     |
| 2024 | Alexander Kristoff       | Émilien Jeannière  | Oded Kogut          |